# Quíscal del Canadà
El quíscal del Canadà o merla rovellada (Euphagus carolinus) és una espècie d'ocell de la família dels ictèrids (Icteridae) que habita en boscos humits i zones arbustives a prop de l'aigua, criant en Alaska, Canadà i l'extrem nord-est dels Estats Units. Passa l'hivern a la meitat oriental dels Estats Units.